# Alice Cocéa
Alice Cocéa, nata Alisa Cocea (Sinaia, 28 luglio 1899 – Boulogne-Billancourt, 2 luglio 1970), è stata un'attrice e cantante francese, di origine rumena.

## Biografia
Nacque in Romania, figlia di un generale dell'esercito. Ebbe una sorella, l'attrice Florica ed un fratello, il giornalista antimonarchico N.D. Cocea. Furono sue nipoti le attrici di teatro Tanți Cocea e Dina Cocea e la scultrice Ioana-Maria, le figlie del fratello dai matrimoni con Maria Grigorescu, Florica Mille e Gina Manolescu-Strunga.
Alice da bambina si avvicinò all'arte, seguendo i corsi del famoso drammaturgo rumeno Aristizza Romanescu, quindi partì per la Francia, prima della prima guerra mondiale, e conquistò il pubblico parigino interpretando ruoli per bambini.
Studiò al Conservatorio di Parigi e raggiunse le prime soddisfazioni professionali nella operetta, nella pochade e nella commedia.
Si sposò nel 1926 con il conte Stanislas de la Rochefoucauld, dal quale si separò nel 1931.
Nel 1932 l'attrice fu al centro di un clamoroso fatto di sangue che coinvolse il tenente Victor Point, un esploratore francese (nipote di Philippe Berthelot), suicida per amore.
Per circa un trentennio non apparirà più sul grande schermo, dedicandosi all'attività teatrale, con cariche anche direttive al Théâtre des Ambassadeurs.
Dal 1934 l'attrice incominciò a recitare in copioni e repertori più impegnativi e più importanti, quali Soltanto un gioco e Una donna libera di Armand Salacrou I parenti terribili di Jean Cocteau, Casa di bambola, Misantropo.
Durante la seconda guerra mondiale, Cocéa subì un arresto con l'accusa di collaborazionismo e solamente dopo qualche anno venne rilasciata.
Le sue memorie, intitolate, Mes amours que j'ai tant aimées, furono pubblicate nel 1958.
Di corporatura piccola e minuta, Alice Cocéa si distinse per le sue qualità interpretative, che le hanno permesso di diventare una gradevole e spiritosa coquette, nella grande tradizione della scena francese.

## Filmografia

### Cinema
- Le Délai, regia di Jacques de Baroncelli
- Mon gosse de père, regia di Jean de Limur (1930)
- La prima notte (Marions-nous), regia di Louis Mercanton (1931)
- Nicole et sa vertu, regia di René Hervil (1931)
- Delphine, regia di Roger Capellani (1931)
- Atout coeur, regia di Henry Roussel (1931)
- Le Greluchon délicat, regia di Jean Choux (1934)
- Una ragazza nuda (Striptease), regia di Jacques Poitrenaud (1963)
- Il piacere e l'amore (La ronde), regia di Roger Vadim (1964)

### Televisione
- Le Joueur, regia di François Gir - film TV (1962)

## Teatro

### Attrice
- Le Singe qui parle, di René Fauchois, messa in scena di René Rocher, Comédie Caumartin (1924)
- Gosse de riche, operetta in 3 atti di Jacques Bousquet, Henri Falk, musica di Maurice Yvain, Théâtre Daunou, (1924)
- Je t'attendais, di Jacques Natanson, Théâtre Michel, (1929)
- La Petite Catherine, di Alfred Savoir, messa in scena di René Rocher, Théâtre Antoine, (1930)
- La Voie lactée, di Alfred Savoir, messa in scena di Harry Baur, Théâtre des Mathurins, (1933)
- Une femme libre, di Armand Salacrou, messa in scena di Paulette Pax, Théâtre de l'Œuvre, (1934)
- Pacifique, scènes de la vie polynésienne, di Henri-René Lenormand, messa in scena di Alice Cocéa, Théâtre des Ambassadeurs, (1937)
- Rêves sans provision, di Ronald Gow, da Walter Greenwood, messa in scena di Alice Cocea, Comédie des Champs-Élysées, (1937)
- Le Misanthrope, di Molière, messa in scena di Sylvain Itkine, Théâtre des Ambassadeurs, (1938)
- Les Parents terribles, di Jean Cocteau, messa in scena di Alice Cocéa, Théâtre des Ambassadeurs, (1938)
- Histoire de rire, di Armand Salacrou, messa in scena di Alice Cocéa, Théâtre des Ambassadeurs, (1939)
- Maison de poupée, di Henrik Ibsen, Théâtre des Ambassadeurs, (1941)
- Échec à Don Juan, di Claude-André Puget, messa in scena di Alice Cocéa, Théâtre des Ambassadeurs, (1941)
- Clotilde du Mesnil, di Henry Becque, messa in scena di Alice Cocéa, Théâtre des Ambassadeurs, (1943)
- Mais n'te promène donc pas toute nue !, di Georges Feydeau, messa in scena di Alice Cocéa, Théâtre des Ambassadeurs, (1943)
- Le Voyage en calèche, di Jean Giono, messa in scena di Alice Cocéa, Théâtre du Vieux-Colombier, (1947)
- La Parisienne, di Henry Becque, Théâtre des Célestins, (1948)
- Mais n'te promène donc pas toute nue !, di Georges Feydeau, Théâtre des Célestins, (1948)
- Pauline ou L'Écume de la mer, di Gabriel Arout, Théâtre des Célestins, (1949)
- Sincèrement, di Michel Duran, messa in scena di Alice Cocéa, Théâtre des Capucines, (1949)
- Gigi, di Colette, messa in scena di Jean Meyer, Théâtre des Arts, (1954)
- Les Amants novices, di Jean Bernard-Luc, messa in scena di Jean Mercure, Théâtre Montparnasse, (1955)
- Quatuor, di Noël Coward, adattamento di Paul Géraldy, messa in scena di Pierre Dux, Théâtre des Capucines, (1955)
- TTX, di Cécil Saint-Laurent e Pierre de Meuse, messa in scena di Alice Cocéa, Théâtre des Arts, (1955)
- La Reine de Césarée, di Robert Brasillach, messa in scena di Raymond Hermantier, Théâtre des Arts, (1957)
- Douce Annabelle, di Audrey Roos e William Roos, messa in scena di François Maistre, Enghien-les-Bains, (1960)
- Douce Annabelle, di Audrey Roos e William Roos, messa in scena di François Maistre, Théâtre de l'Ambigu-Comique, (1961)
- Monsieur chasse !, di Georges Feydeau, messa in scena di Georges Vitaly, Théâtre La Bruyère, (1961)
- La Séparation, di Claude Simon, messa in scena di Nicole Kessel, Théâtre de Lutèce, (1963)
- Bonheur, impair et passe, di Françoise Sagan, messa in scena di Claude Régy, Théâtre Édouard VII, (1964)